# Jana z Angoulême
Jana z Angoulême (1490 – po roce 1531/1538), hraběnka z Bar-sur-Seine, dáma de Givry, baronka z Pagny a z Mirebeau, byla nemanželská nevlastní sestra krále Františka I. Francouzského. V roce 1522 byla jmenována hraběnkou z Bar-sur-Seine. Byla manželkou Jana z Longwy, pana z Givry, barona z Pagny a z Mirebeau.

## Rodina
Jana se narodila okolo roku 1490 v Angoulême jako nemanželská dcera Karla z Angoulême a jeho milenky Antoníny z Polignacu. Antonína sloužila jako paní domu na Karlových zámcích, a po jeho svatbě, 16. února 1488, se stala dvorní dámou jeho mladé manželky Luisy Savojské.
Když Karel 1. ledna 1496 zemřel, Janě, jejím sestrám i matce, bylo umožněno zůstat v Angoulemeské domácnosti Luisy Savojské, hraběnky vdovy. V roce 1499, se Luisa s rodinou přestěhovala ze zámku Cognac na dvůr Ludvíka XII. Francouzského, který byl otcovým bratrancem. Jana vyrůstala se svými nevlastními sourozenci, Františkem, hrabětem z Angoulême, vévodou z Valois a dědicem francouzského království, a Markétou. V srpnu 1501 byla u příležitosti svého sňatku Ludvíkem XII. legitimizována.
Jana měla vlastní sestru Markétu, která se stala abatyší ve Fontevrault, a nevlastní sestru Souveraine, která se narodila ze vztahu Karla z Angoulême s Janou le Conte. Manželstvím své matky s Béraudem z L'Espinasse, pánem de Combronde, měla Jana ještě jednu nevlastní sestru, Františku z L'Espinasse. Dne 25. ledna 1515 byl Janin nevlastní bratr František korunován francouzským králem. 24. března 1522 jí bratr jmenoval hraběnkou z Bar-sur-Seine.

## Manželství a potomci
Jana se poprvé provdala v srpnu 1501 za Jana Aubina, pána de Malicorne. Manželství bylo bezdětné. Po jeho smrti se Jana provdala za Jana IV. z Longwy, pána z Givry, barona z Pagny a z Mirebeau, se kterým měla tři dcery:
- Františka
- Klaudie
- Jacqueline de Longwy

Janin manžel zemřel v roce 1520. Jeho tituly zdědila jejich nejstarší dcera Františka.
Jana zemřela někdy po roce 1531/1538. Hraběnkou z Bar-sur-Seine se po ní stala její nejmladší dcera Jacqueline.